# Romain Eugène Van Maldeghem
Romain Eugène Van Maldeghem (né à Dentergem le 25 avril 1813 et mort à Ixelles le 26 août 1867) est un peintre belge. Son champ pictural couvre la peinture d'histoire, de portraits, de paysages et de scènes religieuses, ainsi que la gravure et la lithographie.

## Biographie

### Entourage familial
Romain Eugène (en néerlandais Romaan Eugeen) Van Maldeghem, né à Dentergem en Flandre Occidentale le 25 avril 1813 est le fils de Marie Colette Pypaert (1768-1850), originaire de Vinkt, Deinze, et du professeur Justin-Evariste Van Maldeghem, natif de Lotenhulle (1773-1830). 
Il devient peintre, à l'instar de son frère aîné Jean Baptiste Van Maldeghem (Dentergem 1793 - Bruxelles 1841). Il est également le frère des compositeurs Robert Julien Van Maldeghem (1806-1893) et Etienne Evariste Van Maldeghem (1808-1875), tous deux établis à Ixelles.

### Formation
Romain Van Maldeghem débute sa formation sous l'égide de son frère aîné, mort en 1841, qui lui inculque les principes du dessin. Il poursuit ensuite ses études à l'Académie libre des beaux-arts de Bruges. Il s'établit brièvement à Wetteren, où il reçoit sa première commande : un Chemin de croix. Il participe au Salon de Gand de 1835 et reçoit une médaille d'or pour La Diseuse de bonne aventure. Ensuite, élève de Gustave Wappers, Romain Van Maldeghem étudie à l'Académie royale des beaux-arts d'Anvers,.
En 1838, il remporte le Prix de Rome belge de peinture pour son tableau Le Serment d'Hannibal. Grâce à cette bourse, il se rend quelque temps à Paris et embarque à Marseille pour se rendre en Italie. Il séjourne à Rome et à Naples durant quatre années, afin de parfaire son art. Il poursuit son séjour italien par un voyage qui le mène en Grèce, dans les Dardanelles, à Constantinople, dans les Îles ioniennes, dont Corfou, avant de traverser la Suisse et l'Allemagne pour rentrer à Bruxelles en septembre 1843,.

### Carrière

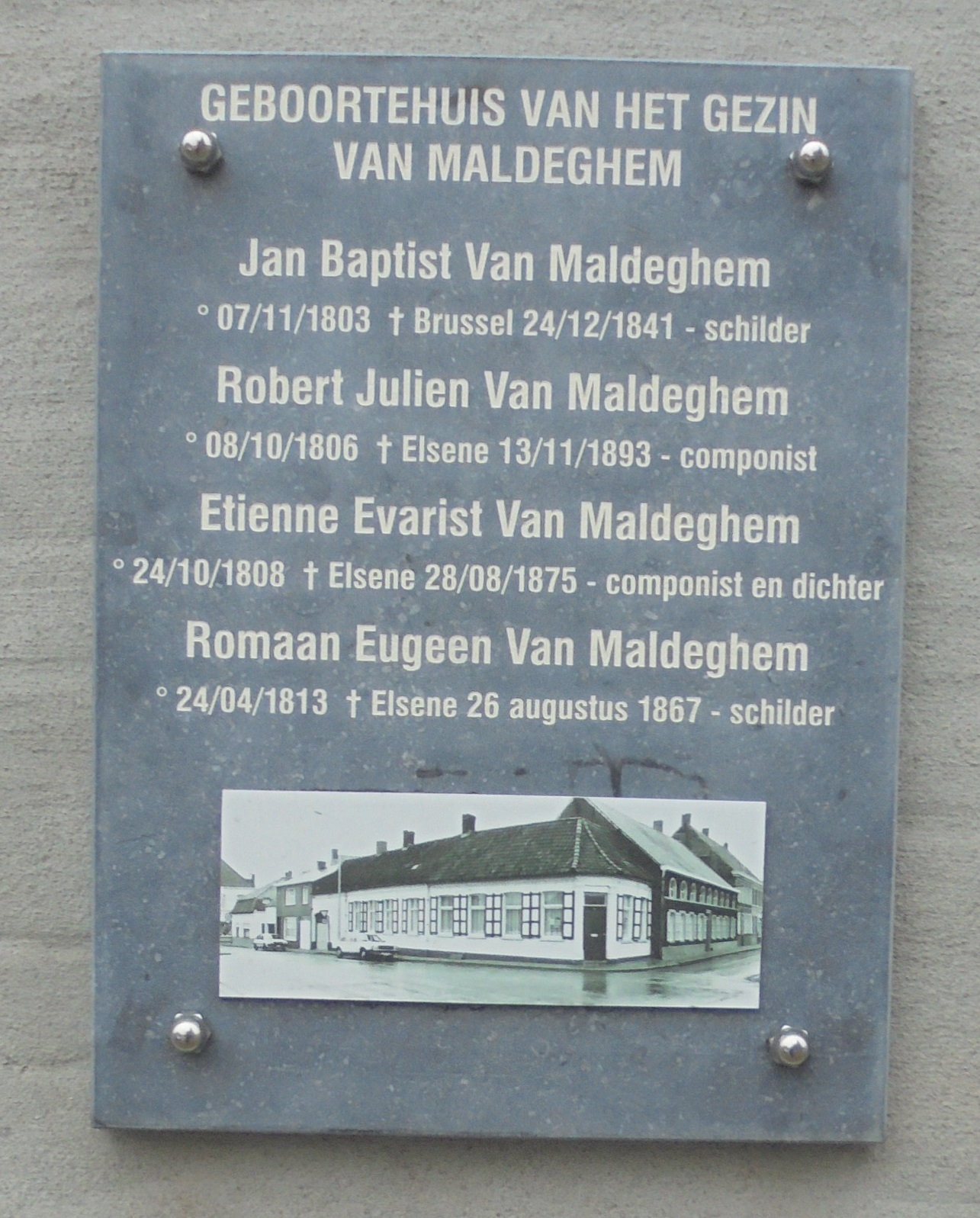
La maison natale de Romain Eugène Van Maldeghem à Dentergem.

Après s'être consacré à la peinture d'histoire, et produit des compositions où s'exprime le romantisme le plus pur et un incontestable talent de la mise en scène, qui se ressentent de l'influence de Paul Delaroche, Romain Van Maldeghem abandonne ce genre au profit de la peinture religieuse et du portrait, représentant notamment les membres de la famille royale belge. Ses peintures ont une sentimentalité quelque peu maladive qui se mêle à des éclats de couleur rappelant son séjour en Orient. Il est récompensé d'une médaille de vermeil au Salon de Bruxelles de 1848 pour L'Assomption.
Romain Van Maldeghem est brièvement directeur de l'Académie des Beaux-Arts de Bruges (1852-1853), mais démissionne en raison de difficultés avec les administrateurs qui refusent de respecter les conditions financières prévues et revient s'établir à Ixelles,,. Il collectionne les œuvres d'art anciennes, telles des toiles de José de Ribera, David Teniers l'Ancien, ou encore Frans Hals,.
En 1859, avec ses deux frères survivants, il reçoit une reconnaissance de noblesse, sur la base de leur appartenance à l'ancienne famille noble Van Maldeghem.
Romain Eugène Van Maldeghem meurt, célibataire, à l'âge de 54 ans, en son domicile rue de Stassart à Ixelles, le 26 août 1867. Ses œuvres personnelles, de même que les tableaux anciens et modernes qu'il a collectionnés, sont mises en vente en 1874,.

## Œuvres
Parmi ses œuvres les plus connues figurent, :
- La Diseuse de bonne aventure (1836), médaille d'or au concours de Gand ;
- Charles-Quint (1838), grand prix au concours de Gand ;
- Le Serment d'Hannibal (prix de Rome belge en 1838) ;
- Rubens en ambassade à la cour d'Espagne, Salon de Bruxelles de 1839 ;
- Allégorie du règne de Louis-Philippe (1840) ;
- Le Songe de Marie-Amélie, préempté par le château de Randan[13] ;
- Mort du Caravage, aquarelle (1843) ;
- Femme druse ;
- Vue de la baie de Naples et du Vésuve ;
- Vue de Portici aux environs de Naples ;
- Femmes turques au harem (1848) ;
- Site montagneux de l'Oberland suisse ;
- Vue de la campagne de Beauséjour à Ixelles ;
- Sainte Barbe ;
- La Vierge et l'enfant Jésus ;
- L'Assomption (1848), pour l'oratoire de la reine Louise au palais royal de Bruxelles ;
- Le Sermon sur la montagne (Salon de Bruxelles de 1851, destinée à l'église Saint-Boniface d'Ixelles) ;
- Portrait de la reine Louise (1851), conservé aux Musées royaux des Beaux-Arts de Belgique ;
- La Famille royale belge (1852) ;
- Portrait en pied du duc de Brabant (1854) ;
- Vue de Constantinople (1860) ;
- La Fuite en Égypte.

## Galerie

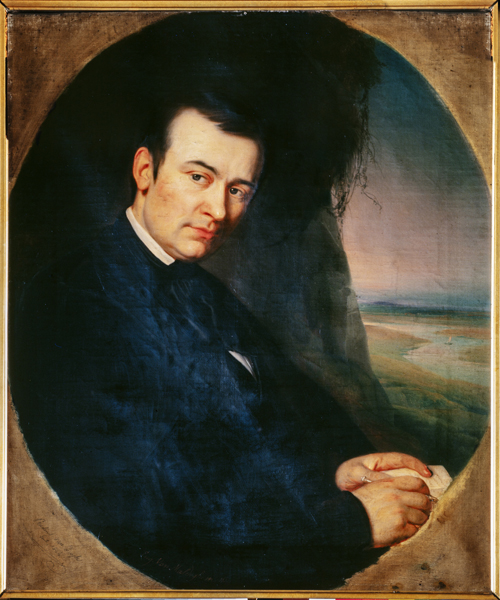
Prudens van Duyse.
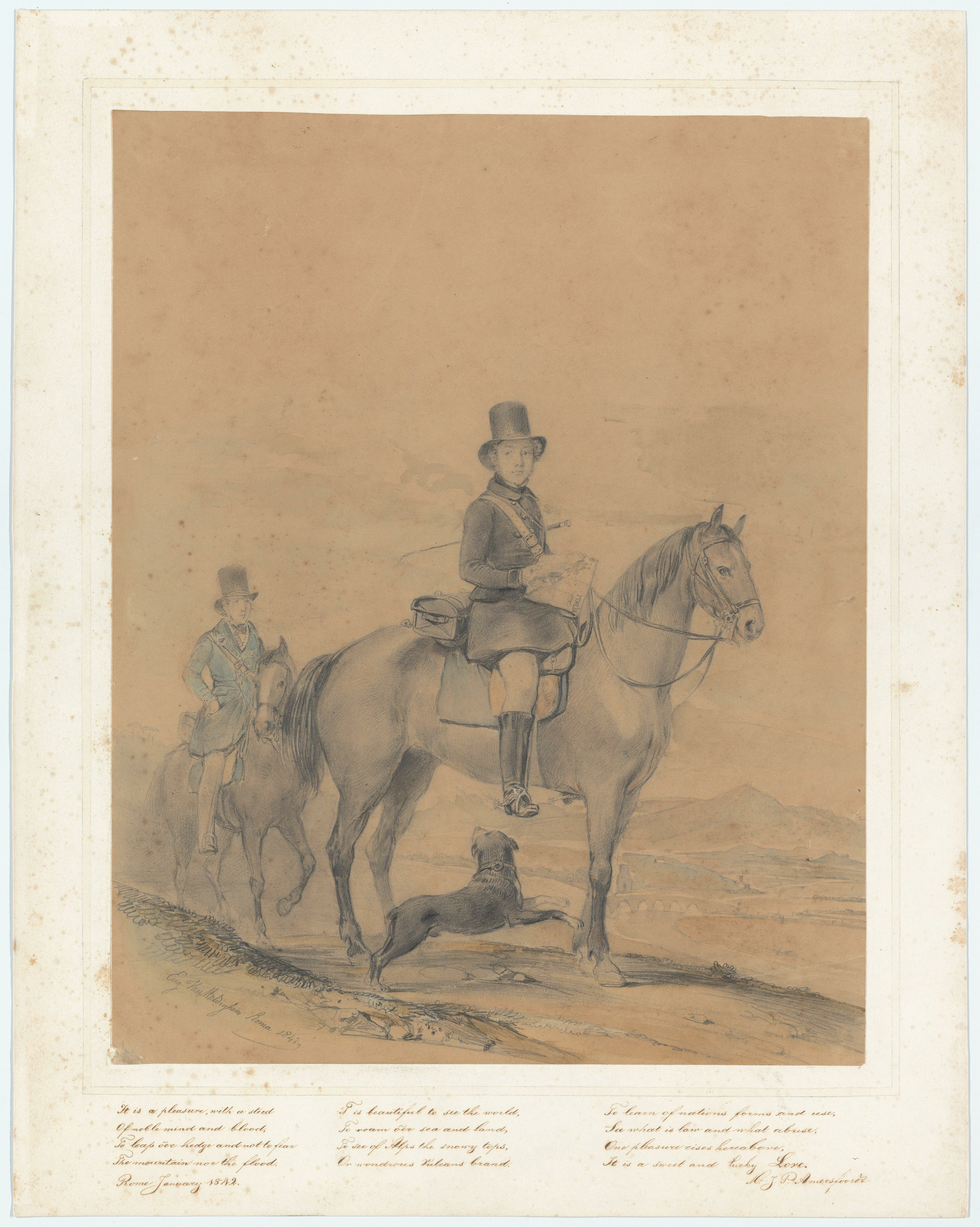
Deux cavaliers à cheval.
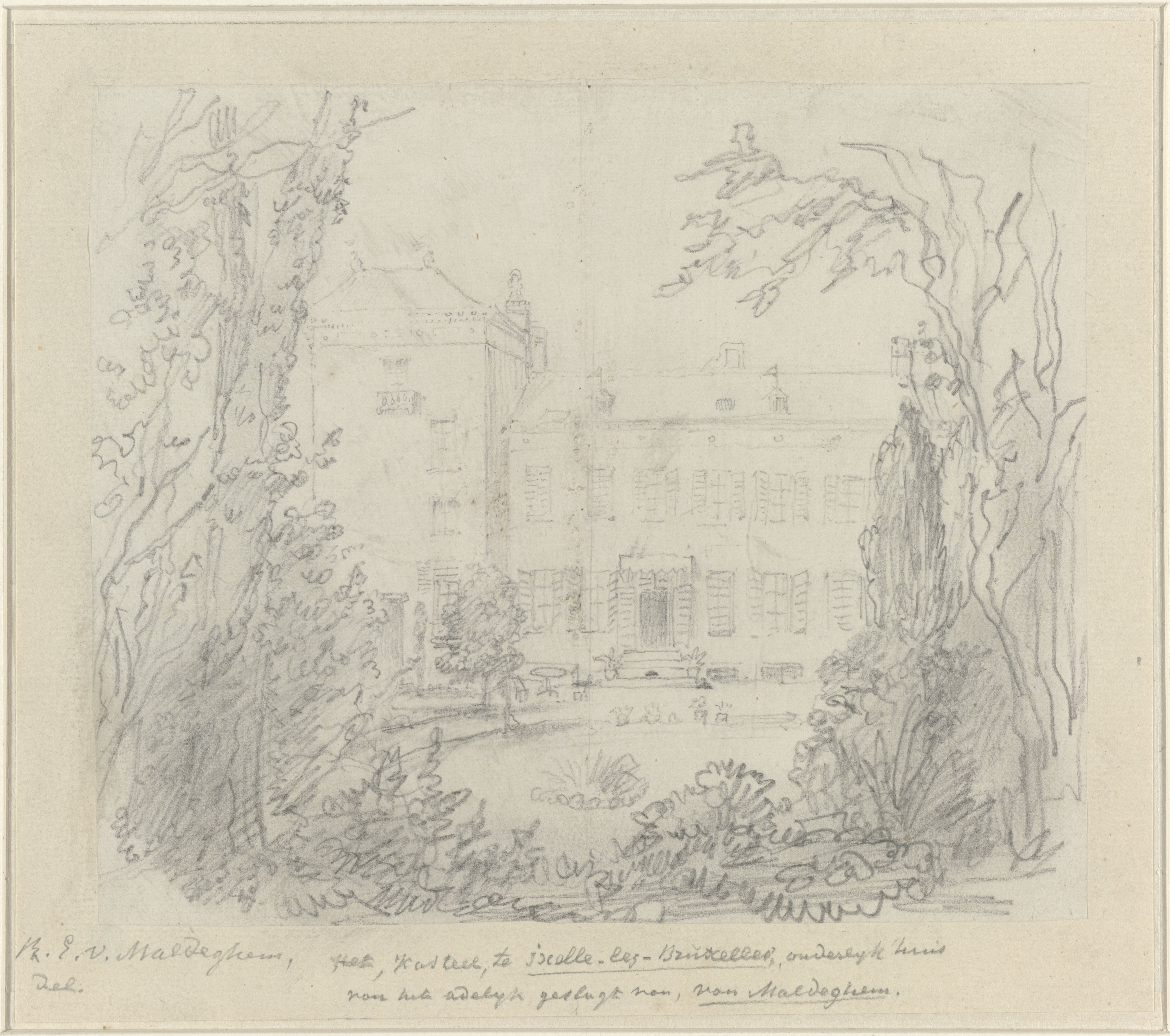
Château d'Ixelles-les-Bruxelles.
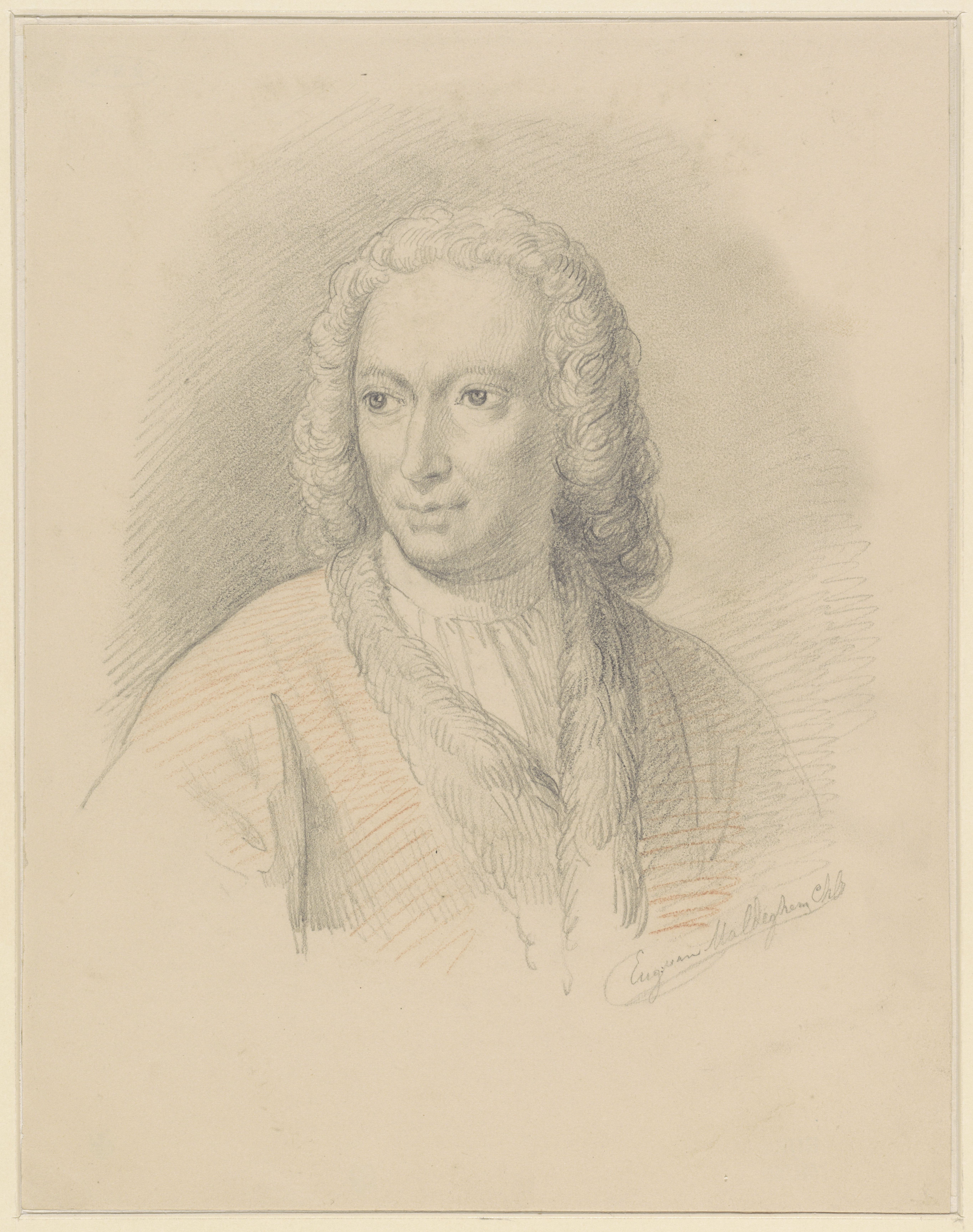
Meindert Hobbema.
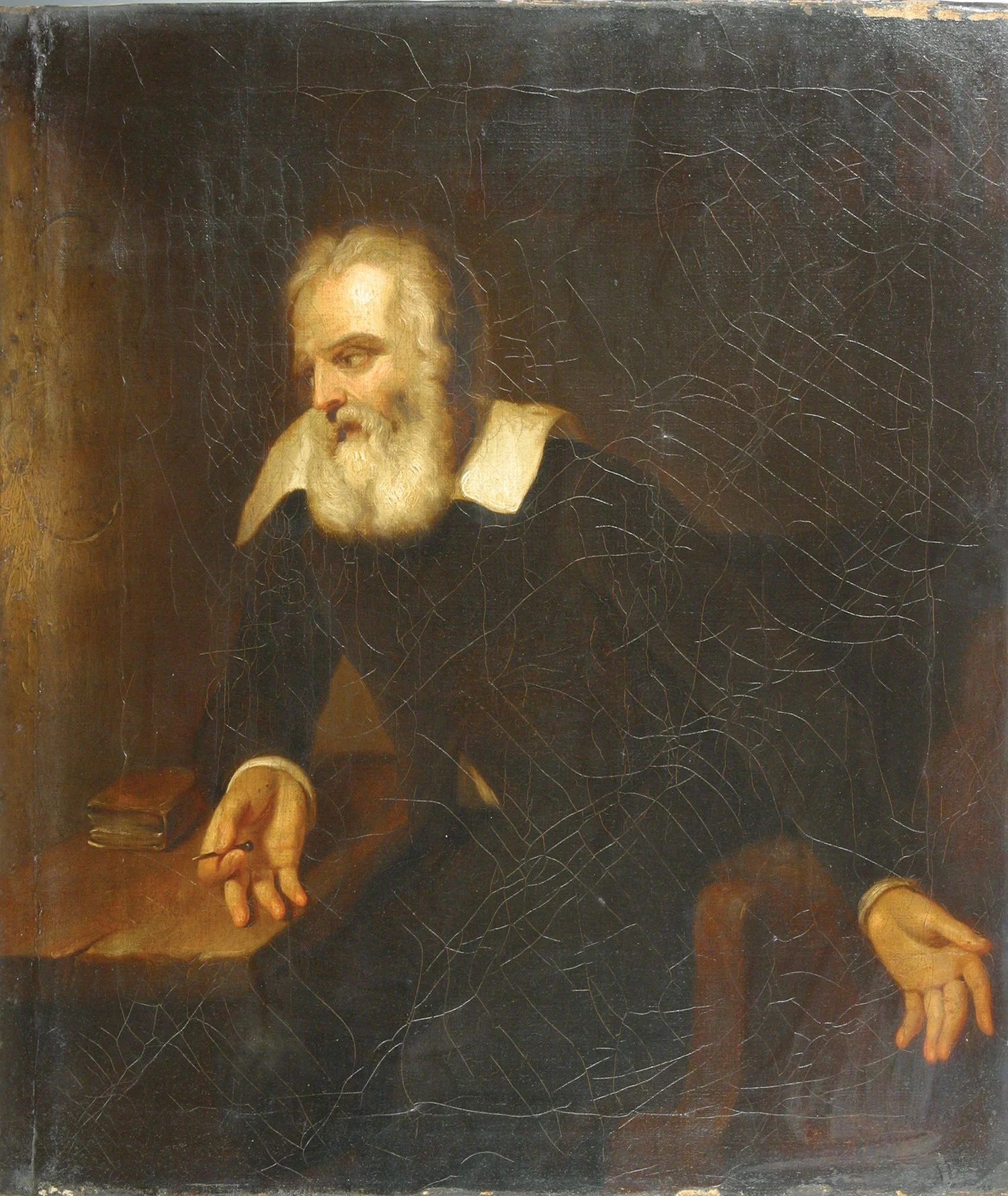
Galilée.

## Honneurs
- Chevalier de l'ordre de Saint-Grégoire-le-Grand (États pontificaux, 25 février 1859)[8] ;
- Chevalier de l'ordre équestre du Saint-Sépulcre de Jérusalem (États pontificaux, 25 septembre 1859)[8] ;
- Chevalier de l'ordre du Nichan Iftikhar (Bey de Tunis)[8].
- Deux de ses œuvres sont exposées dans l'église de son village natal de Dentergem, où une rue porte également son nom.